# الحلول الصناعية والدفاعية العالمية (باكستان)
شركة الحلول الصناعية والدفاعية العالمية ( GIDS ) هي مجموعة شركات دفاعية باكستانية مملوكة للدولة، وهي أكبر شركة مصنعة للدفاع في البلاد، وتقدم منتجات للتطبيقات العسكرية. قامت شركة الحلول الصناعية والدفاعية العالمية بالتصدير إلى أكثر من 16 دولة وهي حاليًا تعمل مع أكثر من 30 دولة حول العالم.
تشتمل مجموعة منتجات المجموعة على عروض في المجالات التالية:
- أنظمة الإطلاق الجوي والدفاع الجوي
- أنظمة الدفاع الأراضي
- الأنظمة البحرية
- أنظمة متكاملة
- ان بي سي الدفاع
- الأمن والحماية من الشغب

تعد الحلول الصناعية والدفاعية العالمية أيضًا أكبر شركة تصنيع مملوكة للدولة في باكستان للمركبات الجوية بدون طيار (UAVs)، حيث تقدم طائرات بدون طيار تكتيكية متوسطة المدى وأنظمة قصيرة المدى تُطلق يدويًا وأنظمة
إقلاع وهبوط عمودي (VTOL) .
تأسست شركة الحلول الصناعية والدفاعية العالمية في عام 2007، ويقع مقرها في روالبندي ، باكستان. وفقًا لـ
خدمات جاينز المعلوماتية ، فهي "أكبر شركة مصنعة مملوكة للدولة للمركبات الجوية بدون طيار في باكستان". تعرض شركة الحلول الصناعية والدفاعية العالمية بشكل متكرر منتجاتها في معارض الأسلحة في الشرق الأوسط وأفريقيا. السيد أسد كمال هو الرئيس التنفيذي لشركة الحلول الصناعية والدفاعية العالمية. تم الاعتراف به كأفضل 100 رئيس تنفيذي كأداءً في باكستان من قبل نادي الرؤوساء التنفيذيين في باكستان.
تقوم شركة الحلول الصناعية والدفاعية العالمية بتصدير منتجات التصنيع الدفاعية الباكستانية إلى الأسواق الدولية وتعمل "كوسيلة للمساعدة في التكامل الرأسي للعملاء عبر صناعة الدفاع الأوسع في باكستان". تقوم بتصنيع منتجات مثل "مجموعة تمديد المدى (REK)" للقنابل ذات الأغراض العامة من سلسلة Mark 80 .
تقوم شركة الحلول الصناعية والدفاعية العالمية أيضًا بتصنيع أجزاء من دبابات القتال الرئيسية للجيش الباكستاني ، مثل أنظمة إدارة ساحة المعركة المتكاملة. في عام 2015، ذكرت مجلة فورين أفيرز
(الشؤون الخارجية) أن المجموعة عرضت طائرات استطلاع بدون طيار في معارض الأسلحة في إسلام آباد عاصمة باكستان. كما يقومون بتصنيع الخوذات الباليستية والسترات الواقية من الرصاص ووسادات الركبة للقوات المسلحة الباكستانية.